# Bahnhof Shanghai-Hongqiao

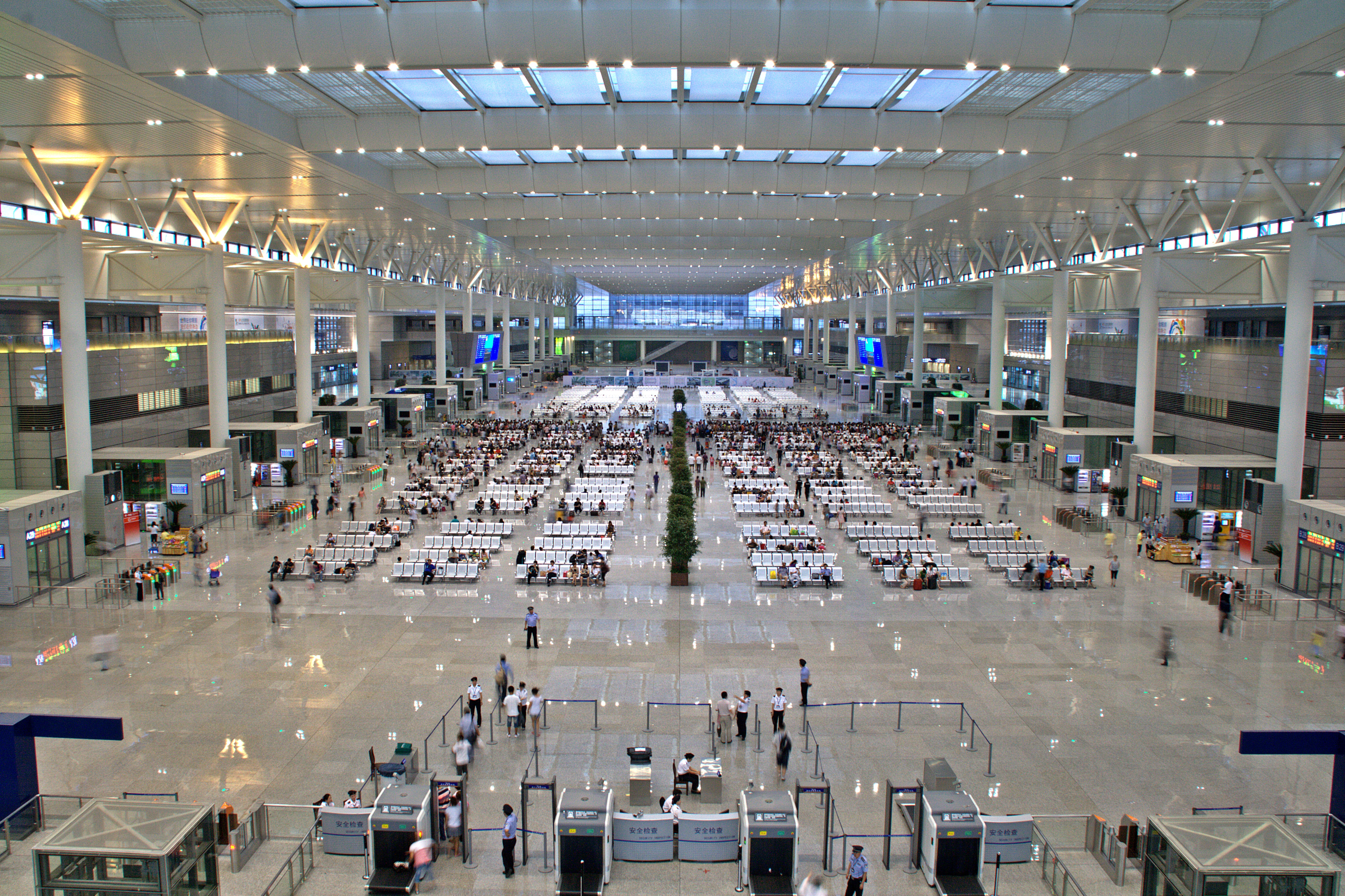
Wartehalle

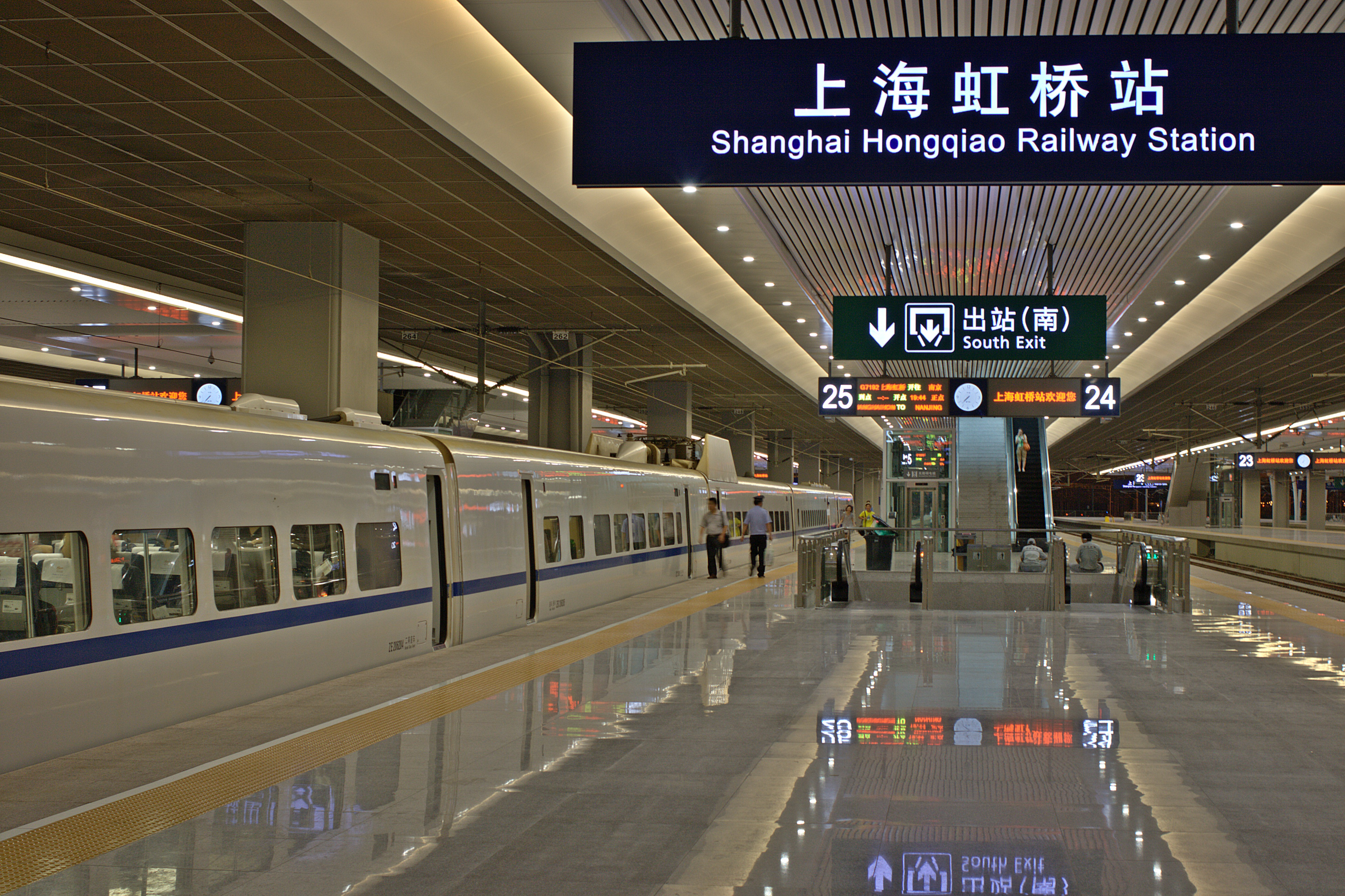
Bahnsteig für die Gleise 24 und 25

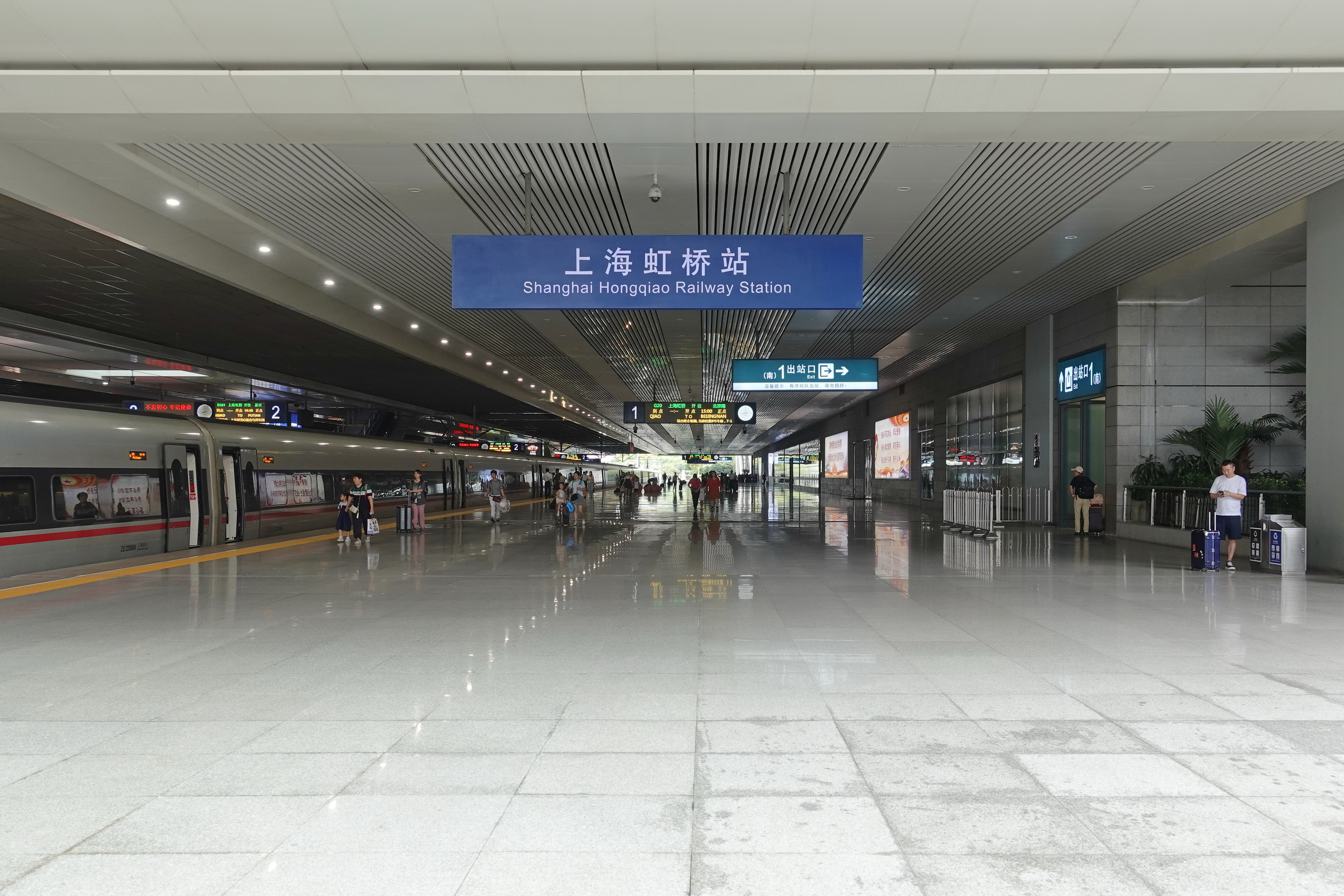
Bahnsteig für das Gleis 1

Der Bahnhof Shanghai-Hongqiao (chinesisch 上海虹橋站, Pinyin Shànghǎi Hóngqiáo Zhàn – „Regenbogenbrücken-Haltestelle“) ist einer der vier Hauptbahnhöfe in der chinesischen Metropole Shanghai neben dem Bahnhof Shanghai, Shanghai Südbahnhof und Shanghai Westbahnhof.
Er ist 2011 der flächengrößte Bahnhof Asiens und befindet sich direkt westlich von Terminal 2 des Flughafens Shanghai-Hongqiao. Gemäß Zahlen von 2013 nutzen täglich 210000 Fahrgäste den Bahnhof.
Der Bahnhof Shanghai-Hongqiao, der sich im Bezirk Changning von Shanghai befindet, ist der Hauptteil des „Hongqiao Comprehensive Transportation Hub“ (“the Hongqiao hub”).

## Geschichte
Baubeginn des Bahnhofs war am 20. Juli 2008. Insgesamt wurden 15 Milliarden Yuan ($ 2,3 Mrd.) investiert. Die Eröffnung fand am 1. Juli 2010 gleichzeitig mit Eröffnung der Huning High-Speed Railway statt. 

## Bauwerk und Infrastruktur
Die Gesamtfläche des Bahnhofs einschließlich seiner Gleisanlagen beträgt 1,3 Mio. m². Es gibt 30 Bahnsteige, von denen die meisten für Hochgeschwindigkeitszüge ausgelegt sind.

## Fernverkehr
Die Züge der 2011 eröffneten Schnellfahrstrecke Peking–Shanghai und seit Dezember 2016 die Schnellfahrstrecke Shanghai–Kunming bedienen den Bahnhof.

## Nahverkehr
Im Nahverkehr wird der Bahnhof von drei Linien der Metro Shanghai bedient. Seit 2010 ist die Innenstadt mit der Linie 2 und der Linie 10 mit dem Bahnhof verbunden. Seit Dezember 2017 verkehrt auch die Linie 17 von hier in westlicher Richtung nach Oriental Land.

## Sonstiges
Auf dem Dach des Gebäudes befindet sich eine Solaranlage aus 20.000 Solarmodulen mit einer Gesamtfläche von 61.000 m².